# 野生火雞
野生火雞（學名：Meleagris gallopavo），又名普通火雞，是原產於北美洲的火雞，也是最重的火雞。家火雞與牠們屬於同一物種，是將墨西哥的亞種馴化而來的。

## 特徵
野生火雞的腳很長及呈紅黃色至灰綠色，身體呈黑色。公火雞的頭部很大，沒有羽毛及呈紅色，喉嚨及肉垂也是紅色。頭上有肉冠：公火雞興奮時，皮瓣會漲大，連同肉垂及皮膚會充血，差不多遮蓋了眼睛及喙。每腳上有三趾，公火雞下肢後都有距。
野生火雞的尾巴呈扇狀，雙翼呈青銅色。牠們就像雞形目般有強烈的兩性異形。公火雞比雌火雞明顯的大，有紅色、紫色、綠色、銅色、青銅色及金色的羽毛。雌火雞的羽毛較為沉色，呈褐色及灰色。寄生蟲可以令公及雌火雞的羽毛色變沉，公火雞的鮮艷顏色正正是其健康狀況的表現。牠們雙翼的主羽有白間。牠們有5000-6000條羽毛。成年火雞的尾羽長度相同，但幼雞的則不同。公火雞一般胸前都有一簇粗毛，長約23厘米。一些群落中有10-20%的雌火雞也有這些粗毛，但一般較短及幼。公火雞重約5-11公斤及長100-125厘米；雌火雞較為細小，重3-5.4公斤及長76-95厘米。翼展長1.25-1.44米。

## 飛行及叫聲
野生火雞比家火雞飛得更靈活。牠們活動很是小心，在發現危險時第一時間就會逃走。牠們最理想的棲息地是開放的林地及大草原，可以在冠層下飛行及停留。牠們一般會在近地面飛行而不多於400米。
野生火雞有多種叫聲，包括咯咯聲、咕咕聲、啪啪聲、姑嚕聲及吠聲等。在春天，公火雞會咯咯叫來吸引雌火雞及與其他公火雞競爭，並可維持叫聲達1里。公火雞也可以透過氣囊內空氣的運動來發出低音鼓聲。牠們也可以將氣囊內的空氣噴出來發出噴氣聲。雌火雞會以吠叫來回應公火雞其位置所在。

## 覓食
野生火雞是雜食性的，會在地上或攀上灌木上覓食。牠們喜歡吃栓皮櫟及堅果等，包括栗、榛子、白橡、黃橡、沼澤松及山核桃屬，也會吃多種種子、草莓（如刺柏及熊果）、根、草及昆蟲。牠們有時更會吃兩棲類及細小的爬行類。牠們經常會到草原上覓食，有時會到後院的餵鳥器或收成後的耕地尋找食物。
由於野生火雞會吃多種食物，故可以在細小的地方內聚集一大群。牠們慣常於早上及下午覓食。
小雞剛出生1日後即可開始覓食，一般草料嫩葉即能進食，肚子餓沒東西可吃的時侯，甚至乾草料也不抗拒。

## 社會結構及交配習性

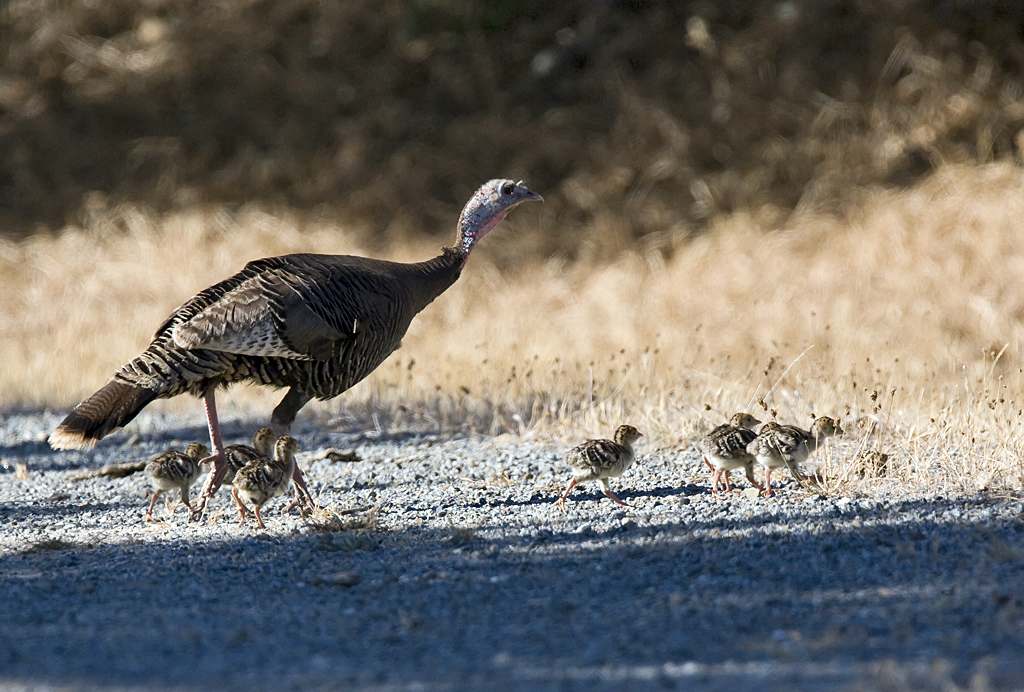
雌火雞與小雞。

公火雞是一夫多妻制。公火雞會鼓起羽毛，張開尾巴及雙翼來吸引雌火雞。牠們的頭部及頸部呈紅色、藍色及白色，顏色會隨牠們的心情而轉變，興奮時會變為白色。牠們會發出咯咯聲、鼓聲及噴氣聲來表現其優勢地位，與及吸引雌火雞。牠們會於3-4月在過冬地區成群的時候示愛。
公火雞會成群一起示愛，往往是由首領所帶領。一項研究發現首領與另一公火雞一同示愛，比單獨示愛平均可以令雌火雞生多6隻蛋。遺傳學研究顯示這對公火雞是近親，有一半的遺傳物質相同。

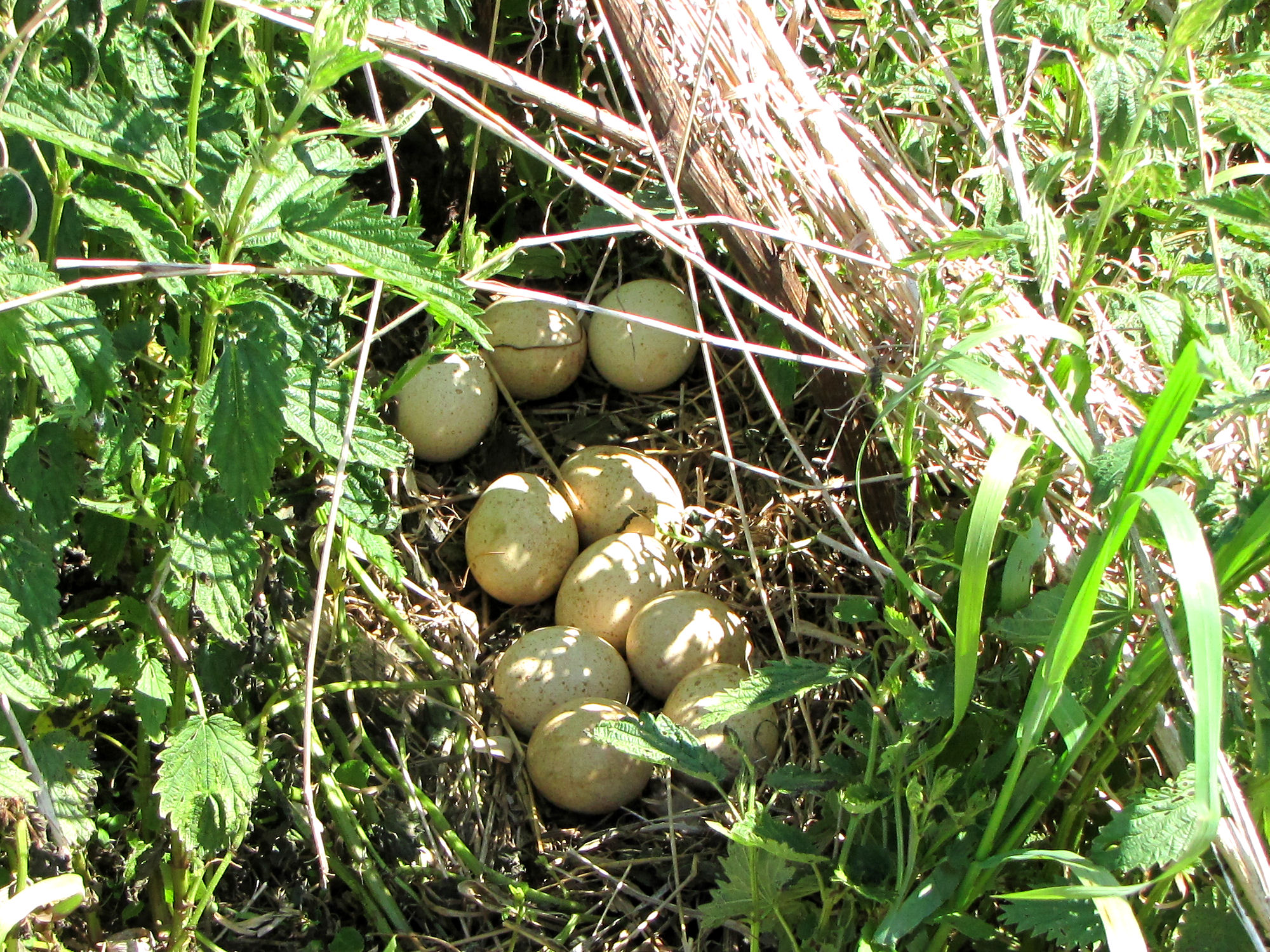
火雞蛋及巢。

當完成交配後，雌火雞會尋找築巢的位點。火雞巢是一個很淺的凹坑，以木質包圍。雌火雞會生10-14隻蛋，一般會一天生一隻。蛋要孵化最少28天。小火雞非常早熟，可以在12-24小時就離開鳥巢。
浣熊、北美負鼠、臭鼬、灰狐、猛禽、美洲旱獺、其他齧齒目、斑臭鼬屬、錦蛇屬、牛蛇及松蛇屬都會掠食鳥蛋及雛雞。郊狼、短尾貓、美洲獅、金雕、大雕鴞及赤狐是會掠食成年及幼火雞。人類現時最最多獵殺牠們的。
野生火雞的數量及分佈地由20世紀初因被獵殺及失去棲息地而減少。估計於1900年代初，牠們在美國的數量就只有3萬隻。到了1940年代，牠們已經絕跡於加拿大及只在美國偏遠地區出現。期後進行了一些保護及繁殖的工作。隨著牠們的數量回復上升，美國（阿拉斯加除外）再次允許捕獵野生火雞。於1973年，美國內的野生火雞數量估計有130萬隻，而全球則有達700萬隻。

## 亞種
野生火雞有6個亞種，顏色、棲息地及行為上只有些許分別。

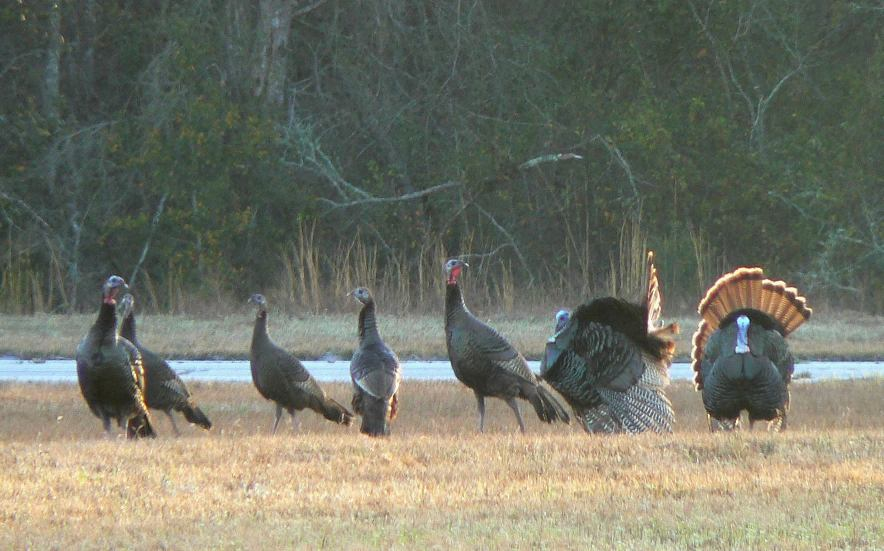
M. g. silvestris

- M. g. silvestris：這是清教徒及阿卡迪亞人最先遇見的野生火雞。牠們的分佈地最廣，覆蓋了整個美國東部，延至加拿大的曼尼托巴、安大略省、魁北克及沿海諸省。其數量有510-530萬隻。牠們可以高達4呎(約1.2公尺)，上尾羽端呈栗褐色。公火雞重達30磅。牠們被大量獵殺，且是亞種中被獵殺得最多的。

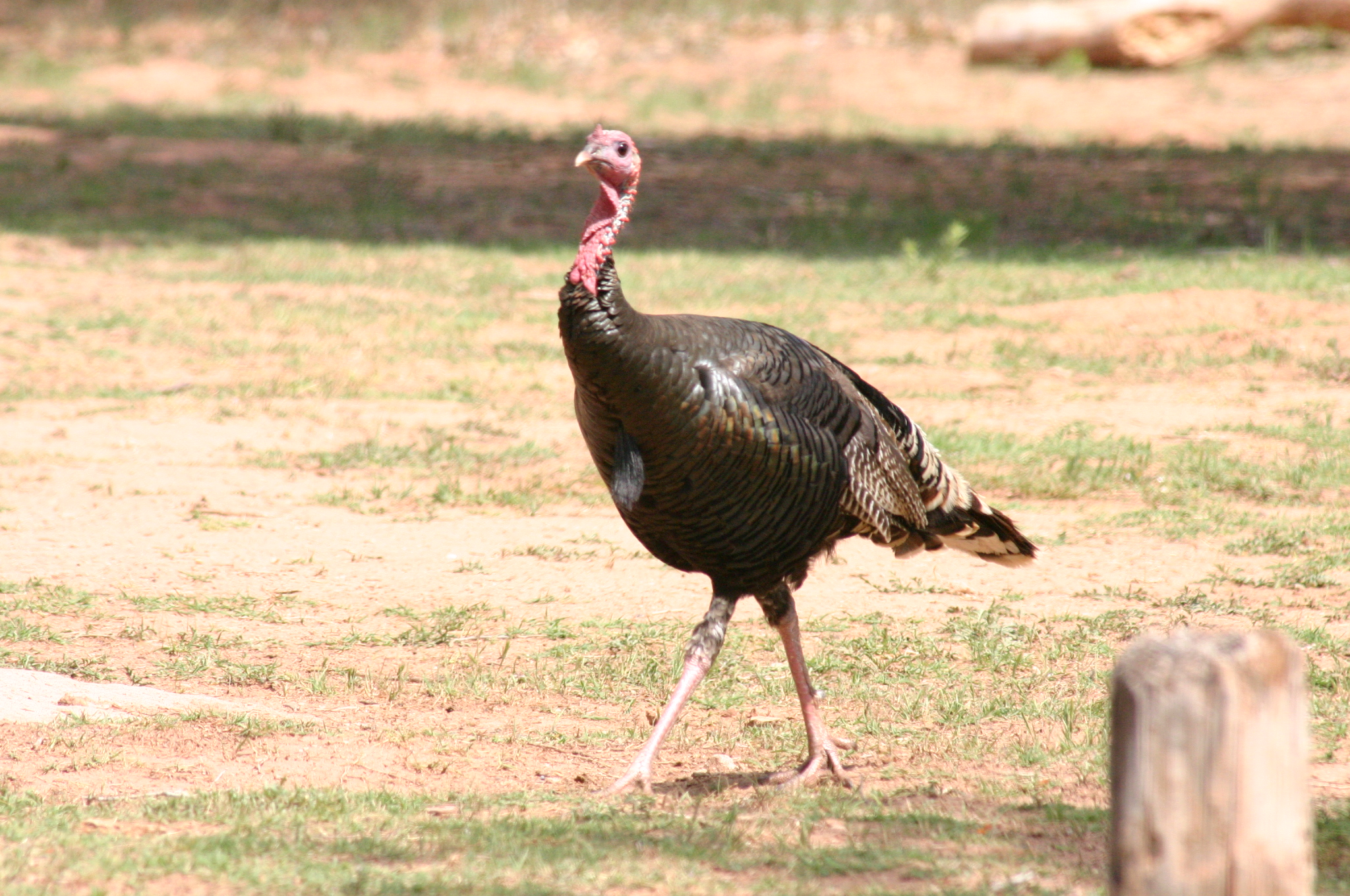
M. g. intermedia的腳較長。

- M. g. osceola：只分佈在科羅拉多州，數量達8-10萬。牠們比M. g. silvestris細小及深色。雙翼上的羽毛非常深色，有小量白色斑紋。身體羽毛上有綠紫色的虹。牠們棲息在棕櫚叢林及近沼澤地，有豐富的兩棲類獵物。
- M. g. intermedia：分佈在德克薩斯州至奧克拉荷馬州、肯薩斯州、新墨西哥州、科羅拉多州、俄勒岡州及被引入到加利福尼亞州中部及西部，與及一些東北州份。牠們於1950年代末也有被引入到夏威夷。牠們的數量估計有102萬隻。牠們的腳較長，適應了草原的生活。身體羽毛有綠銅色虹。尾巴及下背部羽毛端呈淺黃色。牠們棲息在河流邊的叢林。牠們是群居的。
- M. g. merriami：分佈在洛磯山脈及鄰近懷俄明州、蒙大拿州、南達科他州及新墨西哥州的草原，數量33-34萬隻。牠們棲息在西黃松樹林及山區。尾巴及下背羽毛端呈白色，身體羽毛有紫色及銅色虹。
- M. g. mexicana：墨西哥北部山區及亞利桑那州和新墨西哥州南部的特有種，受到高度保護及控制。牠們在美國的數量很少，但在墨西哥數量則很豐富。牠們是體型最大的亞種，有很長的腳，大的腳掌及較長的尾羽。身體羽毛呈銅色及綠金色。阿茲特克人馴養了牠們成為家火雞。
- M. g. gallopavo：指名亞種，是唯一不能在美國或加拿大見到的亞種。西班牙人於1500年代中將牠們帶到歐洲傳至法國及英國，並成為了節日的主菜。1620年，牠們的數量豐富並被帶到麻薩諸塞州。牠們是最細小的亞種之一。

## 重要性
野生火雞對印第安人的日常生活佔有很重要的地位。除了感恩節外，牠們是東部部落的主要美食。東部部落會吃牠們的蛋及肉，有時會製成肉乾留待為備用食糧。印第安人燒林來開發草地，間接令野生火雞得益，為牠們提供了棲息地及交配地方。很多部落也會用牠們的羽毛來製作頭帽。

## 外部連結
- 图片
- National Wild Turkey Federation （页面存档备份，存于）
- Guineafowl & Turkey
- The Cornell Lab of Ornithology （页面存档备份，存于）
- U. S. Geological Survey （页面存档备份，存于）
- South Dakota Birds & Birding （页面存档备份，存于）